# Пикнора
Пикнора (лат. Candelariella) — род лихенизированных грибов в монотипном семействе Пикноровые. 

## Описание
Слоевище накипное, гетеромерное, в начале развития часто погружённое в субстрат, позднее большей частью поверхностное, обычно неопределённой формы, тонкое до умеренно толстого, протяжённое, первоначально состоит из рассеянных, позднее сливающих бородавочек, трещиновато-ареолированное до ареолированного или расеянно-чешуйчатого, более или менее соредиозное или без соредий, без изидий, обычно светлое, беловато-серое до желтовато-коричневого, матовое, без налёта. Нижняя кора отсутствует, элементы слоевища прикреплены к субстрату гифами сердцевины.
Апотеции развиваются не всегда, располагаются на поверхности ареол или непосредственно на субстрате, лецидеевые, диск чёрный, без налёта, вначале ровный, позже становится немного морщинистым, с тонким постоянным собственным краем. Гимений 55—70 мкм высоты, бесцветный. Гипотеций коричневый. Парафизы септированные, тонкостенные, большей частью простые или слабо анастомозирующие, неплотно склееные, на концах без заметных утолщений. Сумки Lecanora-типа, булавовидные, содержит по 8 спор. Споры одноклеточные, тонкостенные, эллипсоидные, бесцветные.
Пикнидии обычно развиты, округлые до овальных, сидячие или частично погружённые в таллом, иногда полупогружённые в субстрат, чёрные, формируются на поверхности ареол или непосредственно на древесине между ареолами. Конидии округлые или эллипсоидные до палочковидных, одноклеточные, бесцветные.
Ранее некоторых представителей рода рассматривали в составе рода Lecidea s.l., а впоследствии — рода Hypocenomyce M. Choisy от которых виды рода Pycnora отличается строением слоевища, характером апикального аппарата сумок и составом лишайниковых веществ.

### Химический состав
В слоевище присутствуют алекториаловая кислота и её производные.

## Среда обитания и распространение
Представители рода поселяются на обветренной древесине и коре хвойных, реже лиственных пород в пределах лесной зоны и в горах в горно-лесных поясах.

## Виды
Согласно базе данных Catalogue of Life на март 2022 года род включает следующие виды:
- Pycnora praestabilis Nyl. Hafellner, 2001 — Пикнора стабильнейшая
- Pycnora sorophora Vain. Hafellner, 2001 — Пикнора кучконосная
- Pycnora xanthococca (Sommerf.) Hafellner, 2001 — Пикнора жёлтоорешковая